# Jyskyjärvi
Jyskyjärvi (en carélien : Jyškyjärvi, en finnois : Jyskyjärvi, en russe : Юшкозеро, Juškozero) est une municipalité du raïon de Kalevala en république de Carélie.

## Géographie
Situé en bordure du lac Jyskyjärvi, le centre de Jyskyjärvi est à 118 km au sud-est d'Uhtua .
La municipalité de Sunku a une superficie de 20 km2.

## Démographie
Recensements (*) ou estimations de la population
| 2009 | 2010 | 2013 | - |
| ---- | ---- | ---- | - |
| 522  | 477  | 430  | - |

## Galerie

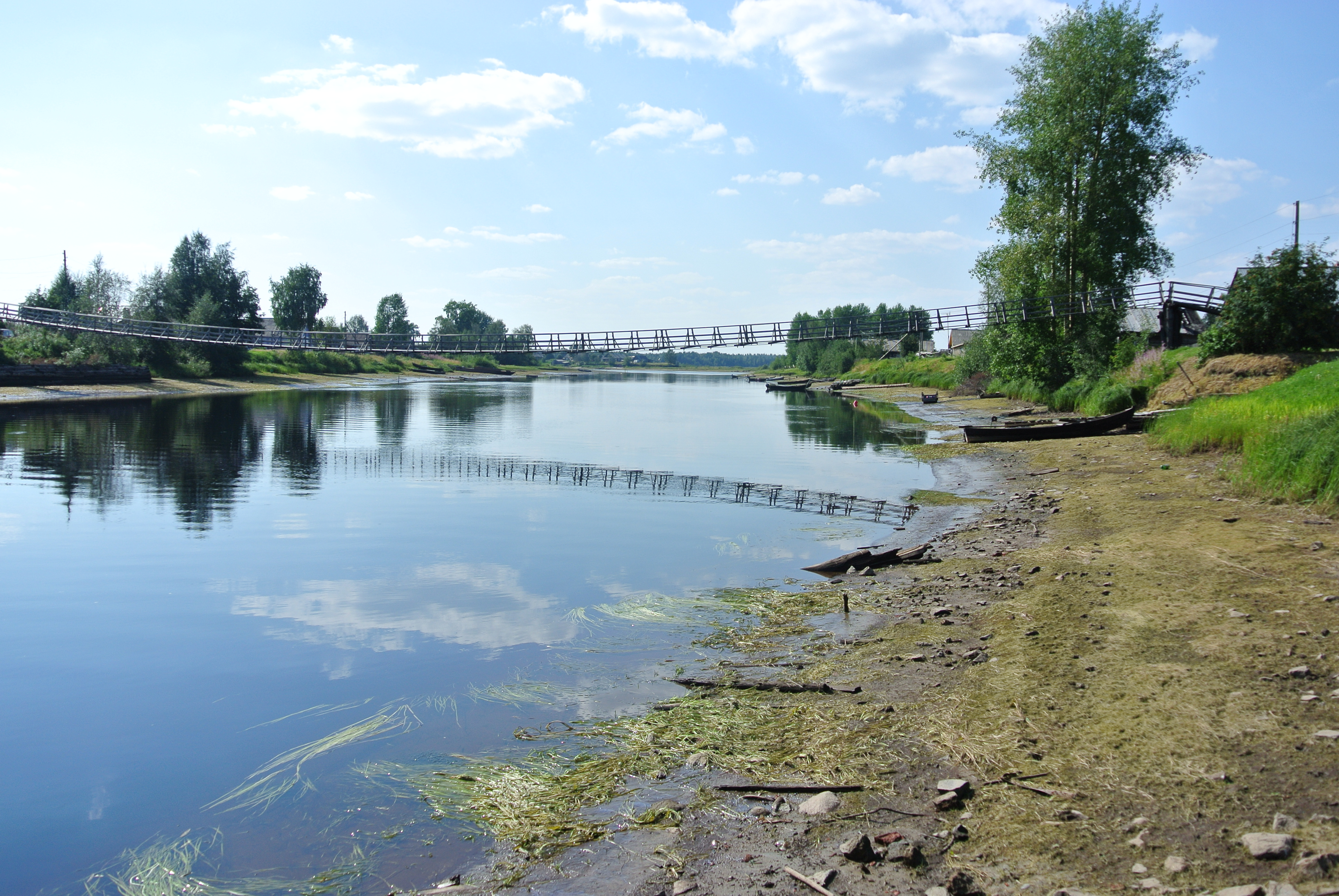
Pont suspendu entre les îles.
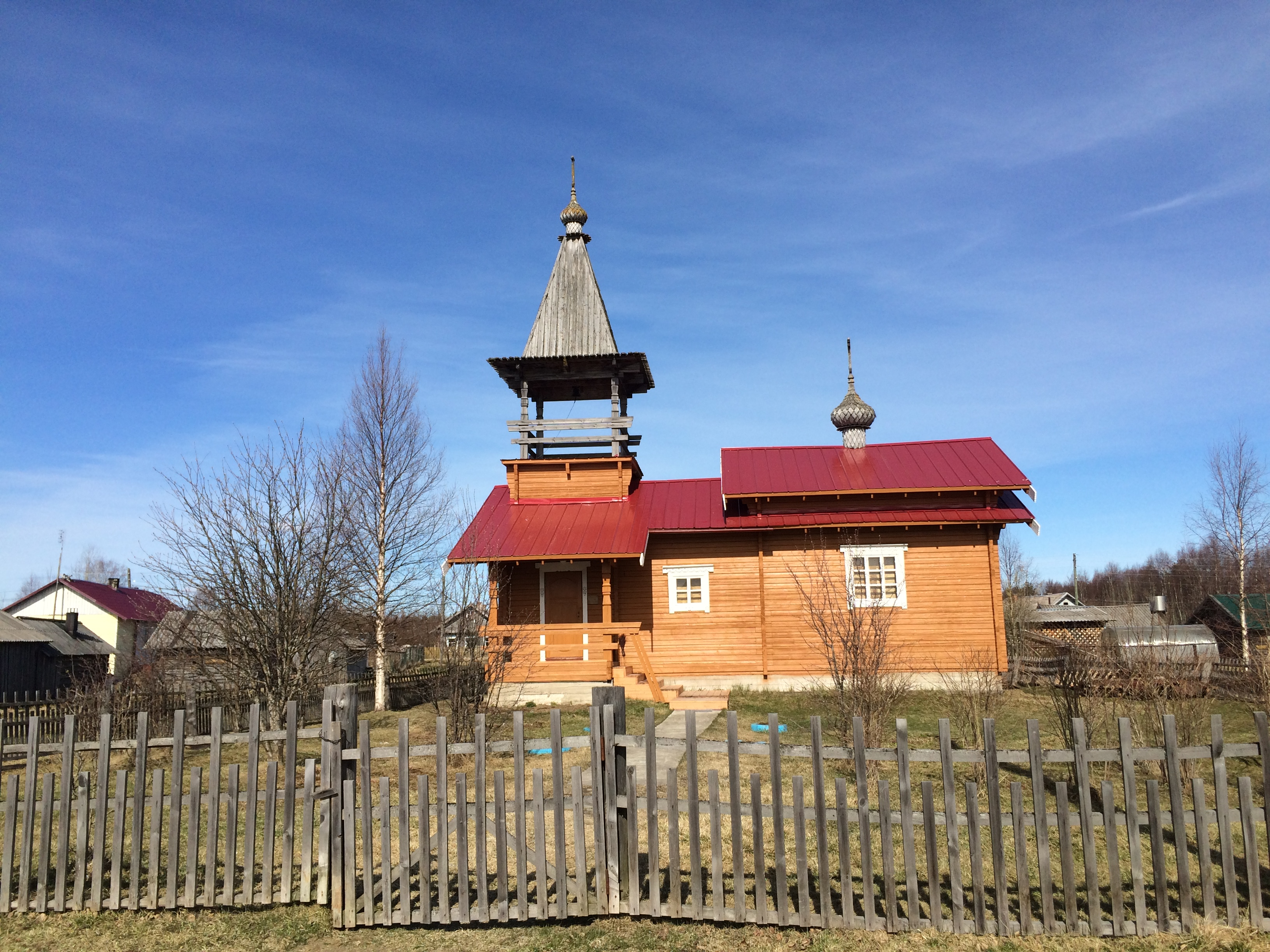
Chapelle de Jyskyjärvi.
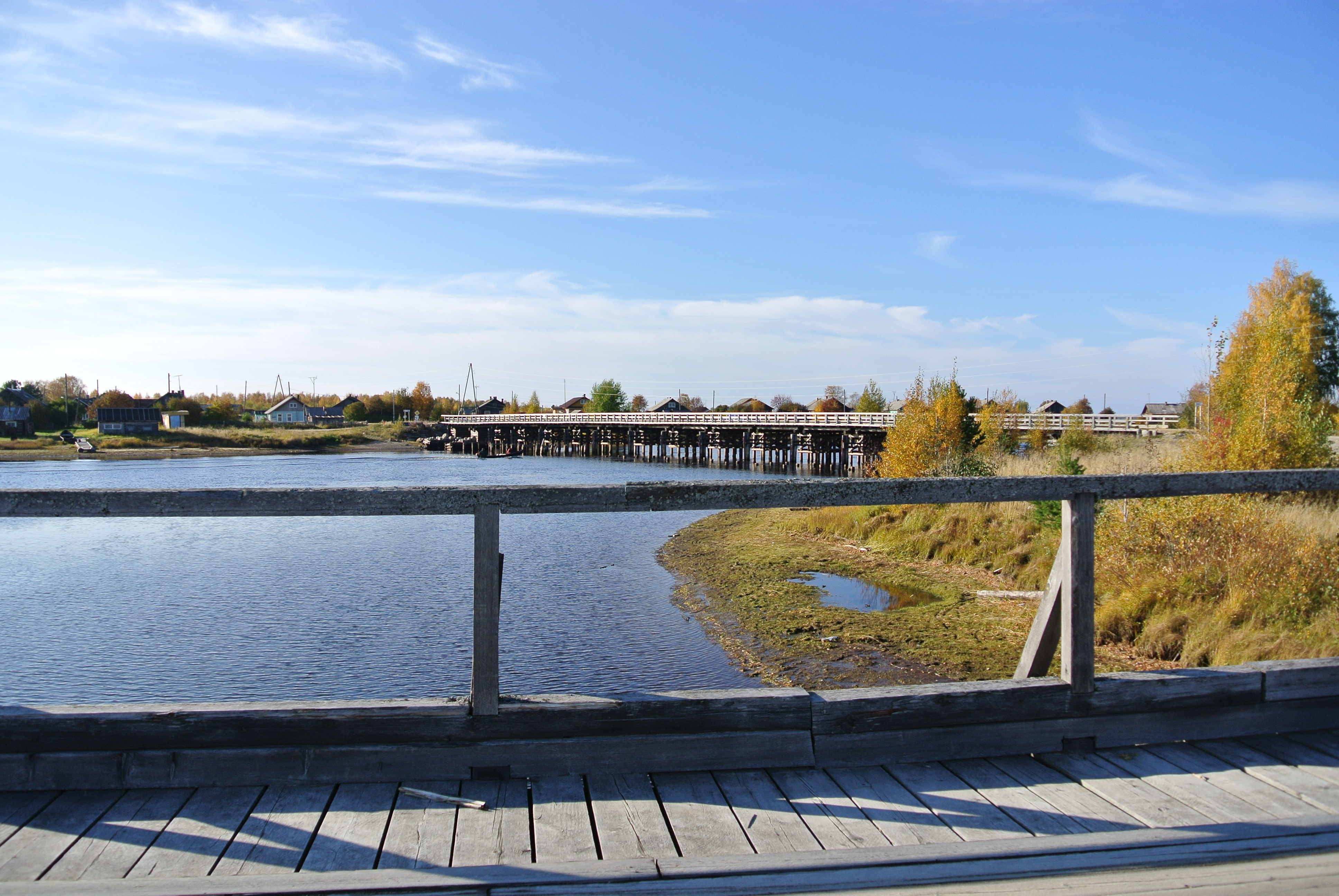
Ponts routiers.